# Râul Roșușul Mare
Râul Roșușul Mare este unul din cele două brațe care formează Râul Roșușul. 